# Lennart Svensson (filmregissör)
Carl Lennart Öyvind Svensson, född 9 september 1946 i Stockholm, är en svensk filmregissör, producent , manusförfattare och skådespelare. Han utbildades vid Statens scenskola i Stockholm 1965–1968.

## Filmografi

### Regi
- 2010 - En härlig tid - Centerrörelsens framväxt under 100 år
- 2004  - Pittbullpojkarna
- 1996 - Strutsägg och legender
- 1996 - Augustitango
- 1986 – Mellan två världar
- 1984 – Sömnen
- 1982  - Mikael, 18 år
- 1980 - Avgörandet
- 1977 - Leva för att överleva

### Filmmanus
- 1996 - Augustitango
- 1996 - Strutsägg och legender
- 1986 - Mellan två världar

### Producent
- 1996 - Augustitango
- 1998 - Attach
- 1982 - Avgörandet
- 1981 - Roine och hans kompisar

### Filmografi roller i urval
- 1962 – Chans
- 1964 – Ung nu
- 1965 – Juninatt
- 1966 – Syskonbädd 1782
- 1973 – Stenansiktet
- 2000 – Tyst som en fjäder

## Teater

### Roller (ej komplett)
| År   | Roll             | Produktion             | Regi            | Teater                           |
| ---- | ---------------- | ---------------------- | --------------- | -------------------------------- |
| 1970 | Ludovico Marsili | Galilei Bertolt Brecht | Torsten Sjöholm | Norrköping-Linköping stadsteater |